# Great Horkesley
Pour l’article homonyme, voir Little Horkesley.
Great Horkesley est un petit village au nord de Colchester dans l'Essex, en Angleterre.